# Tanjung Bulan (Tanjung Kemuning)
Tanjung Bulan is een bestuurslaag in het regentschap Kaur van de provincie Bengkulu, Indonesië. Tanjung Bulan telt 784 inwoners (volkstelling 2010).